# Кошельков, Яков
Я́ков Кошелько́в (настоящая фамилия — Кузнецо́в) (1890—1919) — известный московский налётчик конца 1910-х годов, известен тем, что в 1919 году совершил нападение на автомобиль председателя Совета народных комиссаров РСФСР В. И. Ленина. Убит при задержании московскими чекистами, разыскивавшими его за это и другие тяжкие преступления.

## Биография
Яков Кузнецов родился в 1890 году в семье каторжника, приговорённого к бессрочной ссылке в Сибирь за совершение ряда разбойных нападений.
Начинал карманником на Хитровке.
В 1913 году Кошельков был поставлен на учёт в полиции Российской империи как опытный вор-домушник.
К 1917 году Кузнецов был осуждён уже десять раз.
Уехав из Сибири, он появился в Москве, где в течение нескольких лет совершал преступления.
В уголовном мире тех лет Яков Кузнецов был известен как «Янька», «Король», «Яшка кошелёк» или «Яков Кошельков».
В 1918 году Кошельков был арестован сотрудниками МЧК, но, обманув охранников, сбежал.
После этого его стали называть «Неуловимым».
Вскоре удалось задержать соучастников Кошелькова: Гришку Кобылью Голову, Заводного и Лёшку Картавого. Они указали на невесту Кошелькова Ольгу Фёдорову и скупщицу краденого и хозяйку «нумеров» на Хитровке Анну Кузьминичну Севостьянову. Тогда же в одном из нумеров была найдена записка Кошелькова: «Смотался в Вязьму, буду в Хиве в следующем месяце. Сообщи Ольге».
Действительно, в феврале 1918 года Кошельков поехал на бандитскую свадьбу в Вязьму. Там он был арестован местными чекистами. По железной дороге под конвоем (чекист Булаев и два солдата) Кошелькова отправили в Москву, где над ним должен был состояться суд. В поезде Кошельков вел себя спокойно и ему даже развязали руки. В соседнем вагоне ехали его друзья. Спрятав заряженный пистолет в буханку чёрного хлеба, на перроне Александровского вокзала один из бандитов подошел к конвоирам под видом торговца и попросил разрешения продать хлеба арестованному. Конвоиры, не проверив буханку, разрешили. На Мясницкой улице в Москве Кошельков разломил буханку, вытащил браунинг и, застрелив одного из солдат и тяжело ранив Булаева (пулями чекисту оторвало мочку уха и пробило плечо), бежал. Другого солдата убил соучастник Кошелькова, налётчик Серёжка Барин.
Кошельков продолжил совершать преступления, под видом высокопоставленного сотрудника МЧК устраивал «обыски» и «изъятия» на московских предприятиях. Все преступления банда  совершала в Сокольниках.
Однажды ему в руки попался груз драгоценных металлов: золото в слитках (3 фунта), платиновая проволока (3,5 фунта), а также большая сумма денег (25 000 рублей).

### Нападение на Ленина
В Сочельник 6 января 1919 года, около 17 часов, недалеко от Сокольнического районного совета (предположительно, на Сокольническом шоссе под железнодорожным мостом Митьковской соединительной ветки), шестеро бандитов остановили машину. Это были Кошельков, Василий Зайцев («Заяц»), Фёдор Алексеев («Лягушка»), Алексей Кириллов («Лёнька Сапожник»), Иван Волков («Конёк») и Василий Михайлов. Бандитам нужна была машина, чтобы ограбить пассаж на Лубянке. В машине находились председатель СНК РСФСР Владимир Ленин, его сестра Мария Ульянова, личный водитель Ленина Степан Гиль и охранник Иван Чабанов. Ленин приказал остановить машину, приняв бандитов за красноармейский патруль. Угрожая оружием, Кошельков с друзьями приказал выйти из машины всем четверым. Ленин пытался предъявить бандитам документы, сказав: «В чём дело? Я Ленин!», но Кошельков, не расслышав фамилии, сказал на это: «Чёрт с тобой, что ты Левин. А я Кошельков, хозяин города ночью».
Обыскав всех, бандиты отобрали у Ленина документы и пистолет системы «Браунинг», после чего уехали на машине. По дороге Кошельков наконец посмотрел документы, и сказал своим соучастникам, чтобы те поворачивали обратно, решив взять Ленина в заложники, чтобы обменять его на заключённых Бутырской тюрьмы. Вернувшись обратно, бандиты попытались найти Ленина, но не смогли и уехали, вскоре бросив машину.
Ленин с сестрой, Гиль и Чабанов добрались до Сокольнического райсовета, закрытого ввиду праздника. Гиль доложил по телефону заместителю председателя ВЧК Я. Петерсу, и бандитов немедленно начали искать. Брошенная машина была найдена на Хамовнической набережной примерно через час, но поймать Кошелькова с соучастниками не удалось. На них был объявлен розыск.
Этот эпизод описан Лениным в работе «Детская болезнь „левизны“ в коммунизме» как пример того, что вождь революционного пролетариата не должен без необходимости рисковать своей жизнью и оказывать сопротивление напавшим на него бандитам — гораздо разумнее подчиниться их требованиям, а розыск поручить компетентным органам.
Информация о 23-томном уголовном деле № 240266 «О вооруженном нападении бандитов на В. И. Ленина» долгое время не разглашалась и находилась в секретных архивах.

### Розыск
3 февраля 1919 года сотрудники ЧК арестовали одного из бандитов — Павлова по кличке «Козуля». Он дал важные показания, но вскоре сумел бежать. Благодаря его показаниям были задержаны, осуждены и 10 февраля расстреляны пять участников банды Кошелькова, в том числе и те, кто напал на машину Ленина: Алексеев и Волков.
Вскоре Кошельков убил сотрудника ВЧК Ведерникова. Через некоторое время, 14 марта 1919 года, он убил чекистов Караваева и Зустера, следивших за его квартирой, и скрылся в посёлке Новогиреево, где жил у родственников своего друга Ефимыча (Клинкина). Вскоре Клинкин был арестован, но от него ничего не добились.
1 мая 1919 года Кошельков с оставшимися в живых членами банды на улице Воздвиженка ограбил участников первомайской демонстрации, убив при этом трёх милиционеров. 10 мая 1919 года Кошелькова, Хохлова, Иванова и Мартазина опознали в кофейне у Пречистенских ворот. Прибывшие в кофейню чекисты предложили им сдаться, на что те бросили бомбу, которая не сдетонировала, и открыли огонь. Хохлов был убит, Иванов арестован, а Мартазину и Кошелькову вновь удалось скрыться. 19 мая 1919 года в Конюшковском переулке, где проживал Кошельков, была организована операция МЧК по его поимке. Три бандита — Илюша Седов, Костя Маленький и Егор Чибисов — были убиты, но Кошельков и Мартазин снова скрылись.
Кошелькову удавалось постоянно уходить от преследования МЧК, потому что в этом ведомстве у него был свой информатор. Когда информатор был арестован, операции по его поимке были возобновлены.

### Смерть
26 июля 1919 года Кошельков вместе с Емельяновым и Серёжкой Барином попал в засаду на улице Божедомке.
Чекисты открыли огонь на поражение. Емельянов и Барин погибли сразу.
Кошельков ещё некоторое время отстреливался, но был смертельно ранен (всего он получил шесть огнестрельных ранений) и скончался на месте.
При бандитах обнаружили 2 пистолета маузер, 1 наган, несколько гранат и пачку денег на сумму 63 000 рублей, пробитую пулей. У Кошелькова нашли удостоверения на имена сотрудников Московской ЧК Коровина, Караваева и Ведерникова и похищенный у Ленина браунинг.
Все схваченные участники банды были расстреляны, согласно сообщению газеты «Вечерние известия московского Совета» от 25 июля 1919 года:
По постановлению МЧК расстреляны бандиты: Чубаров, Жарков, Савельев и Рябов — за вооружённое ограбление гражданина Фоломеева, Парашев — за вооружённые грабежи с шайкой Кошелькова и вооружённое сопротивление при аресте, во время которого им было выпущено семь выстрелов в сотрудников уголовного розыска, Осецкий — вор-рецидивист, судившийся семь раз, отбыл наказание в арестантских ротах, ограбил часовой магазин на Б. Дмитровке, совершил побег из концентрационного лагеря и задержан с оружием в руках, Арцыгов — за ограбление артельщика Крестовской водокачки на 300 000 рублей и участие в заговорах с бандитами, Чекурников — за вооружённое ограбление под видом милиционера 2-го Серпуховского комиссариата с совместно с шайкой Сабана, Нечаев, вор-рецидивист, задержан с оружием в руках, за сопротивление при аресте и вооружённое ограбление, Фёдоров и Морозов — за грабежи и пользование для своих целей документами ВЧК, Чемоданов — за ряд вооружённых грабежей с шайкой Кошелькова…

## В культуре
- В историческом детективном телесериале «Господа-товарищи», снятом в 2014 году, роль Якова Кошелькова сыграл Андрей Иванов.
- Александр Толмачёв сыграл роль Якова Кошелькова в детективном телесериале «Черта», снятом в 2014 году.
- Яшка Шустрый упоминается в художественном фильме «Место встречи изменить нельзя», снятом в 1979 году.